# مقاطعة كوون تونغ

موقع مقاطعة كوون تونغ في هونغ كونغ.

مقاطعة كوون تونغ (بالصينية: 觀塘區) هي واحدة من 18 منطقة إدارية في هونغ كونغ.وهي تقع في كولون. بلغ عدد سكانها 290.240 نسمة في عام 2001. كوون تونغ هي المنطقة الثالثة من حيث عدد السكان، في حين أن متوسط الدخل هو أقل من متوسط دخل السكان في هونغ كونغ.
هو الحي الأكثر كثافة سكانية في هونغ كونغ بكثافة سكانية تبلغ 55،000 نسمة لكل كيلومتر مربع، وهي أيضا واحدة من أكبر المناطق الصناعية في هونغ كونغ. يلاحظ فيها نسبة من التلوث والفقر والشيخوخة السكانية. وفقا لأرقام إحصائية لعام 2001 فإن نسبة الفقراء والمسنين في هذه المنطقة هي 22.6 ٪ و15.5 ٪ على التوالي. حيث أن عدد الفقراء الذين يعيشون في هذا الحي هو 124.803، وهو من أعلى المعدلات في هونغ كونغ.

## وصلات خارجية
- مجلس مقاطعة كوون تونغ